# Mnium rutheanum
Mnium rutheanum là một loài Rêu trong họ Mniaceae. Loài này được Warnst. mô tả khoa học đầu tiên năm 1905.